# Честево
Честево (мкд. Честево, тур. Çeştova) је насеље у Северној Македонији, у југоисточном делу државе. Честево је насеље у оквиру општине Валандово.

## Географија
Честево је смештено у југоисточном делу Северне Македоније. Од најближег града, Валандова, насеље је удаљено 2 km јужно.
Насеље Честево се налази у историјској области Бојмија. Насеље је положено у долини Анске реке, притоке Вардара, на приближно 105 метара надморске висине. 
Месна клима је измењена континентална са значајним утицајем Егејског мора (жарка лета).

## Становништво
Честево је према последњем попису из 2002. године било без становника.
Већинско становништво у насељу били су турски Цигани, а претежна вероисповест месног становништва ислам.